# Takrouna Bluff
Das Takrouna Bluff ist ein kleines und dennoch markantes Kliff im ostantarktischen Viktorialand. In den Freyberg Mountains ragt es 10 km westsüdwestlich des Galatos Peak oberhalb des Canham-Gletschers auf der Ostseite der Alamein Range auf.
Die Nordgruppe einer von 1963 bis 1964 durchgeführten Kampagne der New Zealand Geological Survey Antarctic Expedition benannte das Kliff nach einem Hügel, der im Tunesienfeldzug des Zweiten Weltkriegs von Bedeutung war.